# District de Tinsukia
Le district de Tinsukia (assamais : তিনিচুকীয়া জিলা) est un des districts de l’État d’Assam en Inde.

## Géographie
Le chef-lieu du district est la ville de Tinsukia.
Le district s’étend sur une superficie de 3 790 km2 et compte une population de 1 327 929 habitants en 2011.

## Transport
Le district possède une gare la gare nouvelle de Tinsukia, un héliport à Dinjan proche de l'ancienne base aérienne de Dijan.